# Fats Sadi
„Fats“ Sadi; eigentlich: Sadi Lallemand; (* 23. Oktober 1927 in Andenne; † 20. Februar 2009 in Huy (Belgien)) war ein belgischer Jazz-Vibraphonist, Schlagzeuger, Sänger und Komponist.

## Leben und Wirken
Mit elf Jahren spielte Fats Sadi Xylophon, später Vibraphon. Nach dem Zweiten Weltkrieg wurde Sadi Berufsmusiker. In Lüttich war er 1948 Mitglied der Formation The Bob Shots, zu denen auch der Sopran und Alt-Saxophonist Jacques Pelzer, der Tenor-Saxophonist Bobby Jaspar und der Gitarrist René Thomas gehörten. Er spielte 1947 mit Don Byas und hielt sich danach hauptsächlich in Paris auf, wo er mit Jack Diéval und Django Reinhardt zusammenarbeitete.
Fats Sadi wirkte an der Session vom 8. April 1953 in Paris mit, in der die letzten Aufnahmen Django Reinhardts vor dessen Tode am 16. Mai 1953 eingespielt wurden (Titel: Le Soir, Chez Moi, I Cover The Waterfront und Deccaphonie); weitere Mitspieler waren Martial Solal, Pierre Michelot und Pierre Lemarchand. 1953 spielte er außerdem mit Aimé Barelli, dann mit Martial Solal (1954). 1955 hatte Sadi in Paris eine eigene Band, zu der Dave Amram und Bobby Jaspar gehörten. Seit 1955 war er auch Mitglied von André Hodeirs Formation Le Jazz Groupe de Paris, dann bei Jacques Hélian (1955–1957). 1957 leitete er ein großes Orchester, mit dem er in Spanien arbeitete. Außerdem nahm er mit Lucky Thompson Platten auf und wurde 1958 Mitglied der Formation von Michel Legrand. 1959 arbeitete er mit dem Orchester von Kurt Edelhagen.
Nach seiner Rückkehr nach Belgien arbeitete Sadi im Orchester von Henri Seghers für den Fernsehsender RTBF und leitete eine Big Band. 1967 spielte er mit Klaus Doldinger; gelegentlich arbeitete er auch mit der Kenny Clarke/Francy Boland Big Band und begleitete Caterina Valente. In den 1970er Jahren hatte Sadi im belgischen Fernsehen eine eigene Fernseh-Show namens Swing a Little. Sadi erkrankte im Januar 1995 und erschien danach nur noch sporadisch auf der Jazzszene. 1996 erhielt er den belgischen Django d’Or.
Boris Vian verglich Sadis frühen Stil mit dem von Lionel Hampton.

## Auswahldiskographie
- Don Byas Quintet: Don Byas featuring Mary Lou Williams & Beryl Booker (Vogue, 1953)
- André Hodeir and his Jazz Group de Paris: The Vogue Sessions (Vogue)
- Bobby Jaspar: Bobby Jaspar & His Modern Jazz (Vogue), Bobby Jaspar/Henri Renaud (Vogue)
- Django Reinhardt: Bruxelles/Paris (Musidisc, 1938–1953)
- Zoot Sims: Jazz In Paris: Zoot Sims & Henri Renaud (Emarcy)
- Martial Solal/Fats Sadi Quartet: The Complete Vogue Recordings Vol. 2 (Vogue, 1953–1956)
- Fats Sadi: Ensadinado Mr. Fats Sadi, His Vibes & His Friends (SABA 1966)